# タチコマな日々
『タチコマな日々』（タチコマなひび）は、TVアニメシリーズの『攻殻機動隊 STAND ALONE COMPLEX』及び『攻殻機動隊 S.A.C. 2nd GIG』のDVD化に伴い、映像特典として制作された短編アニメーション。

## 概要
『攻殻機動隊 STAND ALONE COMPLEX』及び『攻殻機動隊 S.A.C. 2nd GIG』のDVDリリース版では、シリーズの各話に対応した『タチコマな日々』が本編終了後のおまけ（映像特典）として付属しており、1分程のストーリーが全26話で構成されている。両シリーズでは計52話が制作されている。
また、『攻殻機動隊 STAND ALONE COMPLEX Solid State Society』ではセル（販売版）DVDの特典DISCとして、タイトルこそ『ウチコマナ日々』（ウチコマナなひび）に変更となっているものの新作が収録されており、タチコマとウチコマが共演している。
2007年5月より、単独のTVアニメ番組として新作12話が放送された。さらに2011年には「攻殻機動隊 S.A.C. SSS」の3D劇場版などが収録された『攻殻機動隊 S.A.C. SOLID STATE SOCIETY -ANOTHER DIMENSION-』のDVD・Blu-ray発売に伴い、新作3話の全73話を収録した『タチコマな日々大全集 ぜんぶいり!』が通販サイト.ANIMEのみで完全受注生産での発売となった。なお、この発売に先立ち新作の中から1話が3D立体視化の上で、3D劇場版の同時上映作品として同年4月23日より先行公開された。

## 内容
白背景でタチコマ達がドタバタ劇を繰り広げるといったコメディータッチのもので、専用の音楽も制作されている。なお、2007年に放送されたTVアニメ版では竹取物語やシンデレラなど童話を元にしている。

## キャスト・スタッフ

### S.A.C.
- きゃすと：たまがわ さきこ
- おんきょうかんとく：わかばやし かずひろ
- こうか：じんぼ だいすけ
- おんがく：かんの ようこ
- きゃくほん：まつか or よしき or たっちゃん
- ほんぺん：えんどう or たいち or びーびー or えーじ
- オープニング：みきちゃん
- エンディング：たいち

### S.A.C. 2nd GIG
- きゃすと：たまがわ さきこ
- おんきょうかんとく：わかばやし かずひろ
- こうか：じんぼ だいすけ
- おんがく：かんの ようこ
- きゃくほん：まっか
- コンテ：たっちー or ほまれー
- ほんぺん：えーじ or いなまる or たいち
- さつえい：こーじぃ
- オープニング：えんどー
- エンディング：れんぶー

### S.A.C. SSS
- キャスト：タマガワ サキコ
- オンキョウカントク：ワカバヤシ カズヒロ
- コウカ：ジンボ ダイスケ
- オンガク：カンノ ヨウコ
- キャクホン・エコンテ：サクライ ヨシキ
- コンテ：タッチー ホマレー
- ホンペン：ビービー イナマル シン ヤス ズィータン ナオノ
- プロデューサー：ニシムラ トモヒサ

### 2007年 TVアニメ版
- きゃすと：たまがわ さきこ
- おんきょうかんとく：わかばやし かずひろ
- こうか：じんぼ だいすけ
- おんがく：かんの ようこ
- かんとく＆コンテ：たっちー
- ほんぺん：たいち ツカポン マナティー
- きゃくほん：よしき
- オープニング＆エンディング：がいすー

## コミック版
『攻殻機動隊S.A.C タチコマなヒビ』は、漫画：山本マサユキ、プロット：櫻井圭記によるコミカライズ作品。
『月刊ヤングマガジン』創刊号（2010年1月号）より連載を開始し、不定期掲載されながら2013年第11号まで連載。その後、『マンガボックス』（DeNA）2014年第1号に掲載された。
1号につき2話掲載されている。アニメでは白い背景にメカニックしか登場しないが、コミックでは背景が描かれ公安9課のメンバーも登場する。ストーリーはコミック版オリジナルのものであるが、様々な物事に対してタチコマならではの独特の視点からの考察や雑学披露を繰り広げるという、S.A.C.第15話『機械たちの時間』やS.A.C. 2nd GIG第15話『機械たちの午後』に近いものが多い。9課メンバーの設定も一部独自のものに変わっている。
アニメ版ではタイトルが「日々」と漢字だったのが「ヒビ」とカタカナになっているのは、プロット担当の櫻井によれば原稿を送信した際に単なる変換ミスでそうなっていたのを、ヤングマガジン編集部が深い意味があるのではないかと察して正式タイトルになったという。
単行本
漫画：山本マサユキ、プロット：櫻井圭記『攻殻機動隊S.A.C タチコマなヒビ』講談社〈KCDX〉全8巻。
1. 2010年11月5日発売 ISBN 978-4063759662
2. 2011年3月4日発売 ISBN 978-4063760347
3. 2011年8月5日発売 ISBN 978-4063761016
4. 2012年3月6日発売 ISBN 978-4063766035
5. 2013年3月6日発売 ISBN 978-4063767766
6. 2014年6月20日発売 ISBN 978-4063769944
7. 2014年6月20日発売 ISBN 978-4063769951
8. 2015年3月6日発売 ISBN 978-4063771169